# Baromlak
Baromlak falu Romániában, Bihar megyében.

## Fekvése
Bihar megyében, Berettyószéplaktól délnyugatra, Várvíz mellett fekvő település.

## Története
Baromlak nevét 1327-ben említette először oklevél p. Boromlak néven. 1461-ben, 1808-ban és 1913-ban is Baromlak néven írták.
A település a Turul nemzetség öröklött birtoka volt. Az e nemzetségből való Lőrinc fiainak osztozásakor fele Rubertnek jutott.
Első lakói magyarok voltak, de a 16. században a sólyomkői uradalom területéről románok költöztek be.
1438-ban a Kusalyi Jakcs család volt a település birtokosa, az 1461. évi adóösszeírás pedig már a Borsiakat írta Baromlak birtokosának. 1465-ben a Bályoky családé, Bályoki Szilveszter baromlaki részeit zálogba adta Dengelegi Pongrác János erdélyi vajdának. Pár év múlva pedig már a Bozzási családot írták birtokosául.
Az 1503 előtti években az Erdőhegyi család birtoka volt, azonban Erdőhegyi László fiú utód nélküli halála miatt itteni birtokrészét Telegdi István nyerte el.
A török kiűzése után román falu, de 1832–1836 között a Zichy grófok erőmunkásaként jelentős számú szlovák lakosság is megtelepült itt. Számukra 1870–1880 között a Berettyószéplak és Baromlak közötti dombon egy iskola, tanítói lakás és kápolna épült.
Az 1800-as évek II. felében a Baranyaiak és a Fráterek voltak a falu birtokosai.
A 20. század elején pedig Zichy Jenő volt a település ura.
Az 1900-as évek elején Baromlakhoz tartozott még Fogás-puszta is.
Helynevei közül említést érdemel Dombravára nevű dűlőneve is.
A trianoni békeszerződés előtt Bihar vármegye margittai járásához tartozott.
1910-ben 806 lakosából 434 szlovák, 280 román, 92 magyar volt. Ebből 452 római katolikus, 285 görögkeleti ortodox, 61 református  volt.
1935-ben a csehszlovák állam új iskolát építtetett Berettyószéplakon, így a régi iskolát kápolnává alakították át. Ez 1965-ben rombolták le a szénbánya megnyitása miatt.
2002-ben 944 lakosából 459 román, 333 cigány, 146 szlovák, 5 magyar volt.

## Nevezetességek
- Görögkatolikus temploma 1789-ben épült.
- A Megváltó Krisztus szobra a szlovák iskolában, a Rio de Janeiro-i szobor embernagyságú mása, Rudolf Docolonansky tanító alkotása 1938-ból